# Préstamo sindicado
Un préstamo sindicado es un tipo de préstamo que es concedido por un grupo de prestamistas y es estructurado, arreglado y administrado por uno o varios bancos comerciales o bancos de inversión, conocidos como organizadores.
El mercado de préstamos sindicados es la forma dominante de financiación de operaciones corporativas en Estados Unidos y Europa. El mercado estadounidense surgió a partir de los grandes préstamos de leveraged buyout de mediados de los años ochenta, y el mercado Europeo floreció con el lanzamiento del euro en 1999 (en los mercados financieros).
Al nivel más básico, los organizadores llevan a cabo la función de banca de inversión levantando fondos de los inversores para un emisor que se encuentra necesitado de fondos. El emisor paga al organizador una comisión por este servicio, y esta comisión se incrementa a medida que aumentan la complejidad y riesgo del préstamo. Como consecuencia de ello, los préstamos más lucrativos son aquellos concedidos a prestatarios o emisores cuya calificación de crédito tiene el nivel "especulativo" y quienes pagan los spreads (primas o márgenes por encima del LIBOR en los Estados Unidos y Reino Unido, y del Euribor en Europa u otro tipo base) suficientes para atraer el interés de inversores a plazo no bancarios. No obstante, este límite se mueve constantemente en función de las condiciones del mercado.
En EE. UU., los prestatarios empresariales y los fondos de capital riesgo se reparten de modo equilibrado la emisión de deuda. Europa, no obstante, tiene una actividad corporativa menos dinámica y su emisión está dominada por los fondos de capital riesgo quienes, a cambio, determinan buena parte de los estándares y prácticas de la sindicación de préstamos.